# Igor Michailowitsch Schalimow
Igor Michailowitsch Schalimow (russisch Игорь Михайлович Шалимов, englisch Igor Mihailovich Shalimov; * 2. Februar 1969 in Moskau) ist ein ehemaliger russischer Fußballspieler und ehemaliger Cheftrainer der russischen Fußballnationalmannschaft der Frauen.
Schalimow begann seine Laufbahn bei Spartak Moskau. 1991 wechselte er nach Italien zu US Foggia. Dort wusste er zu überzeugen und wurde nach einer Spielzeit von Inter Mailand abgeworben. Nach zwei Jahren wechselte er in die deutsche Bundesliga zum MSV Duisburg. Hier bestritt er 21 Partien, ehe er 1995 über den FC Lugano in der Schweiz nach Italien zu Udinese Calcio zurückkehrte. Doch auch hier blieb er nur kurzfristig und wechselte mit Beginn der Spielzeit 1996/97 zum FC Bologna. In der Spielzeit 1998/99 war er beim SSC Neapel. Nachdem er wegen Dopings mit Nandrolon 1999 für zwei Jahre gesperrt worden war, beendete er seine Laufbahn.
Schalimow debütierte 1990 in der Fußballnationalmannschaft der UdSSR. Insgesamt spielte er bis zum Zerfall der Sowjetunion 1991 20 Mal für die Auswahl, wobei ihm zwei Tore gelangen, und nahm an der Weltmeisterschaft 1990 teil. Anschließend spielte er vier Mal für die Auswahl der GUS, für die er an der Europameisterschaft 1992 teilnahm. Nach dem Turnier wurde er russischer Nationalspieler. Bis 1998 lief er 23 Mal im Nationaltrikot auf und schoss dabei drei Tore. Mit Russland spielte er bei der Europameisterschaft 1996.
Von Mai 2008 bis April 2011 war Schalimow Cheftrainer der russischen Frauennationalmannschaft. Seither ist er als Sportdirektor für den russischen Fußballverband tätig.